# 泰和 (金朝)
泰和（1201年—1209年正月）是金章宗的第三个年号。金章宗使用泰和这个年号一共9年。泰和八年十一月衛绍王完顏允济即位沿用。

## 改元
- 承安五年——十二月一日，有詔明年改元泰和。[2]
- 泰和八年——十一月二十日，金章宗去世，衛紹王完顏永濟即位。[3]
- 泰和九年——正月二十七日，改元大安。[3]

## 大事记
泰和六年（1206年），南宋主戰派大臣韓侂冑大舉出兵攻金，結果宋軍大敗，東線金兵渡過淮河，佔領淮南多個州縣；中線金兵攻襄陽；西線宋將吳曦以四川附金，不久事敗被殺。宋寧宗殺韓侂冑向金求和，並於泰和八年（1208年）「嘉定和議」成，宋尊金為伯，增加每年歲幣至銀三十萬兩、絹三十萬匹及向金朝納「犒軍錢」三百萬兩，金朝始歸還南宋失地，維持紹興和議時的局面。韓侂胄北伐前，章宗已經相當信任宋金關係，並認為宋不會單方面進攻。完顏阿魯帶出使南宋回來稱韓侂胄在厲兵秣馬，章宗甚至以為是阿魯帶造謠生事。
泰和八年（1208年）十一月二十日（丙辰，西曆12月29日），金章宗駕崩。他的六個兒子都在三歲前夭折。由他的叔父完顏永濟即位。

## 纪年
| 泰和 | 元年   | 二年   | 三年   | 四年   | 五年   | 六年   | 七年   | 八年   |
| ---- | ------ | ------ | ------ | ------ | ------ | ------ | ------ | ------ |
| 公元 | 1201年 | 1202年 | 1203年 | 1204年 | 1205年 | 1206年 | 1207年 | 1208年 |
| 干支 | 辛酉   | 壬戌   | 癸亥   | 甲子   | 乙丑   | 丙寅   | 丁卯   | 戊辰   |

## 其他政权同期使用的年号
- 中國
  - 嘉泰（1201年－1204年）：宋—宋寧宗趙擴之年號
  - 開禧（1205年－1207年）：宋—宋寧宗趙擴之年號
  - 嘉定（1208年－1224年）：宋—宋寧宗趙擴之年號
  - 轉運（1207年）：南宋時期—吳曦之年號
  - 天禧（1178年－1211年）：西遼—末主耶律直魯古之年號
  - 天慶（1194年－1206年）：西夏—夏桓宗李純祐之年號
  - 應天（1206年－1209年）：西夏—夏襄宗李安全之年號
  - 鳳曆（1200年－？）：大理—段智廉之年號
  - 元壽（？－1204年）：大理—段智廉之年號
  - 天開（1205年－1225年）：大理—段智祥之年號
- 越南
  - 天資嘉瑞（1186年－1202年）：李朝—李龍翰之年號
  - 天嘉寳祐（1202年－1204年）：李朝—李龍翰之年號
  - 治平龍應（1205年－1210年）：李朝—李龍翰之年號
- 日本
  - 正治（1199年－1201年）：土御門天皇之年号
  - 建仁（1201年－1204年）：土御門天皇之年号
  - 元久（1204年－1206年）：土御門天皇之年号
  - 建永（1206年－1207年）：土御門天皇之年号
  - 承元（1207年－1211年）：土御門天皇之年号

## 深入閱讀
- 李崇智. . 北京: 中華書局. 2004年12月. ISBN 7101025129.
- 鄧洪波. . 臺北: 國立臺灣大學東亞經典與文化研究計劃. 2005年3月  [2022-01-03]. ISBN 9789860005189. （原始内容 (pdf)存档于2007-08-25）.

## 参看
- 中國年號索引

| 前一年號： 承安 | 金朝年号 | 下一年號： 大安 |